# خورخي غودوي
خورخي غودوي (بالإسبانية: Jorge Godoy)‏ هو عسكري أرجنتيني، ولد في 17 يناير 1946 في مار دل بلاتا في الأرجنتين.